# 西班牙帝鵰

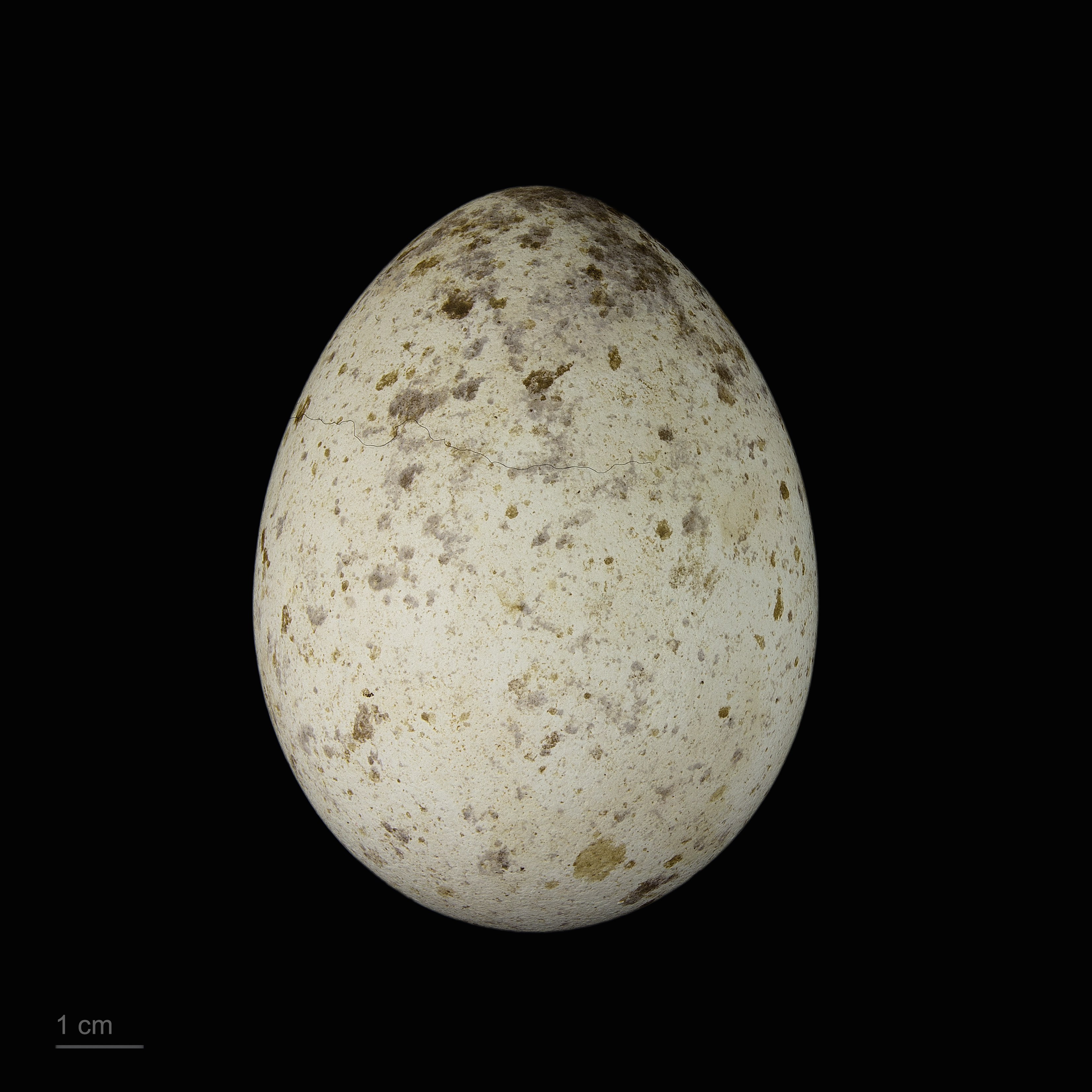
卵 Aquila adalberti

西班牙帝雕（學名：Aquila adalberti）又称西班牙雕或亚德氏雕，是白肩鵰（學名：Aquila heliaca通稱帝雕，東方帝雕，東方皇雕，皇雕，東方御雕，御雕等）的近緣種，僅分佈於西班牙的西部和南部，摩洛哥北部也是可能的產地。直到最近，西班牙帝雕一直被視為白肩鵰的亞種，但由於形態學、生態學和分子特徵的差別，它已被某些權威視為一個獨立的物種。

## 特徵描述
西班牙帝鵰相對於白肩鵰體型小，重2.5–3.5公斤（5.5–7.7磅），長75–84公分（30–33英吋），與白肩鵰相比體色較深，而且是一種留鳥，不會像後者冬天向東南遷徙。它們以穴兔為主要食物，但也獵食其動物，包括齧齒目、野兔、鴿子、烏鴉、野鴨和狐狸。
本種是一種易危物種，數量減少的原因包括棲地喪失和非法下毒。另一個成因是其主要食物穴兔的數目受黏液瘤病及其他病毒疾病的減少。目前其數目少於五百隻。
2006年在西班牙約有220對帝鵰，而葡萄牙有兩對，雖然它仍然是易危物種，但其種群正緩慢恢復。在西班牙多尼亞納國家公園有一個由1970年七對帝鵰的後裔組成的小種群，但大多數種群卻生活在西班牙中部和西南部的森林區。
本種的種小名以普魯士的阿達爾伯提命名。

## 外部連結
- BirdLife Species Factsheet （页面存档备份，存于）